# Kuriakose Bharanikulangara
Kuriakose Bharanikulangara (ur. 1 lutego 1959 w Karippassery) – indyjski duchowny katolicki, arcybiskup Faridabadu Kościoła Syro-Malabarskiego od 2012.

## Życiorys

### Prezbiterat
Święcenia kapłańskie otrzymał 18 grudnia 1983. W 1994 rozpoczął przygotowanie do służby dyplomatycznej na Papieskiej Akademii Kościelnej. W 1995 rozpoczął służbę w dyplomacji watykańskiej pracując kolejno jako sekretarz nuncjatur: w Kamerunie (1995-1998), w Iraku (1998-2001), w Wenezueli (2001-2004), Kongo i Gabonie (2004-2007), w latach 2007-2011 był radcą przy stałym przedstawicielstwie Stolicy Apostolskiej przy ONZ w Nowym Jorku. W 2011 został radcą nuncjatury apostolskiej w Niemczech.

### Episkopat
6 marca 2012 papież Benedykt XVI mianował go biskupem nowoerygowanej diecezji Faridabad z tytułem arcybiskupa ad personam. Sakry biskupiej 26 maja 2012 udzielił mu kard. George Alencherry.